# Рентгений
| 111         | Рентгений |
| Rg(282)     |           |
| 5f146d107s1 |           |

Рентге́ний (лат. Roentgenium, обозначение Rg; ранее унуну́ний, лат. Unununium, обозначение Uuu или эка-золото) — искусственно синтезированный химический элемент 11-й группы (по устаревшей классификации — побочной подгруппы первой группы) седьмого периода периодической системы химических элементов Д. И. Менделеева с атомным номером 111. Простое вещество рентгений — переходный металл. Наиболее долгоживущий (период полураспада 2,1 минуты) известный изотоп имеет массовое число 282.

## Свойства

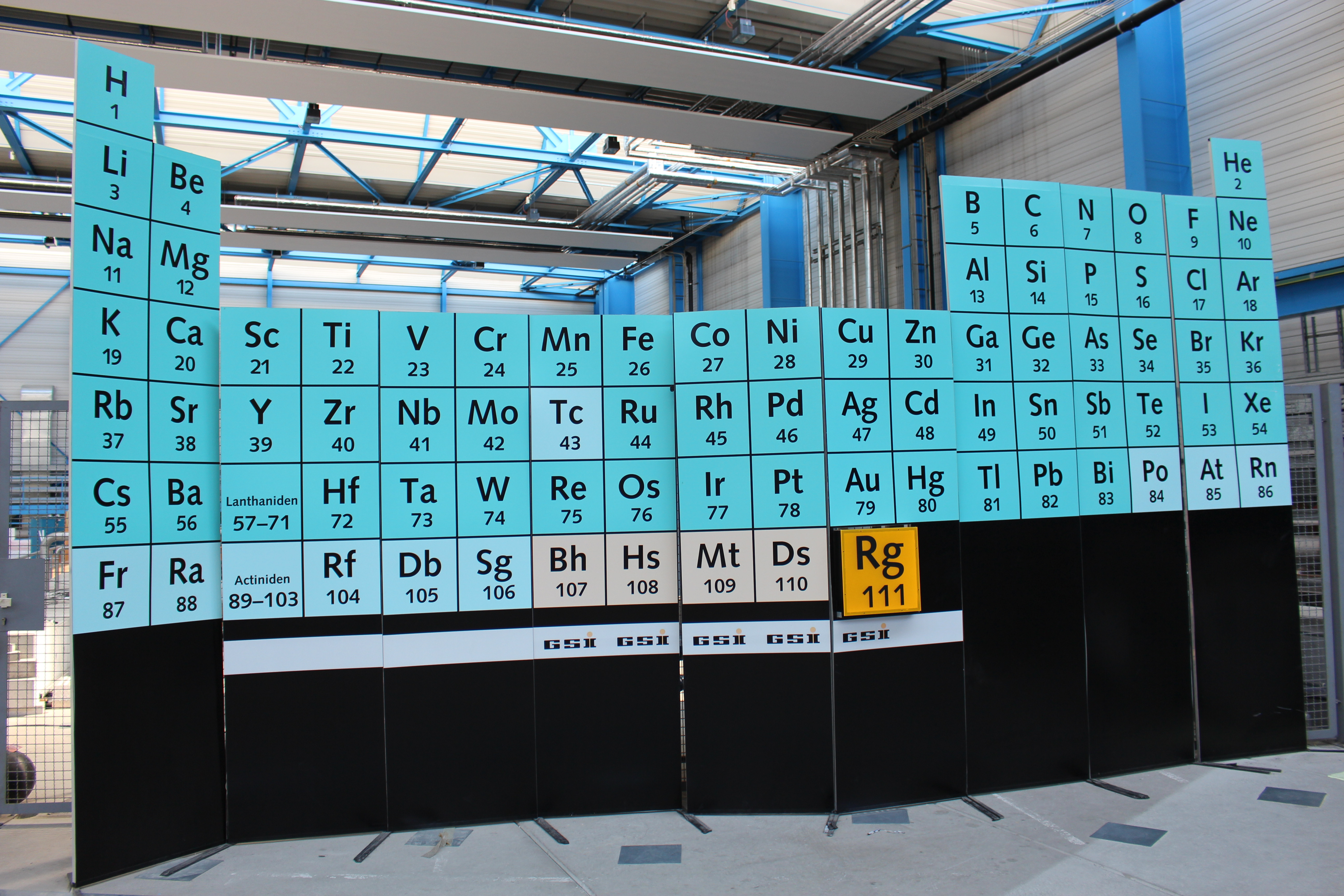
Новая ячейка для рентгения в периодической таблице.

Предполагается, что рентгений — переходный металл, аналог золота, и структура его электронной оболочки передаётся формулой [Rn]5f146d107s1. Рентгений относится к группе благородных металлов, и предполагается, что он является химически малоактивным металлом.
Так как активность благородных металлов снижается с ростом порядкового номера, то предполагается, что рентгений ещё менее активен, чем золото, и таким образом, является самым химически инертным металлом. Наиболее вероятная степень окисления рентгения +3, подобно золоту (к примеру, в трифториде RgF3).
Цвет рентгения неизвестен, однако расчёты показывают, что для рентгения, как и для серебра, устойчивым будет основное состояние, и не будет наблюдаться перескока электронов. Поэтому металл будет иметь такой же цвет, как серебро, если его получить в макроскопическом количестве.

## История
Элемент 111 был впервые синтезирован 8 декабря 1994 года в немецком городе Дармштадте. Авторами первой публикации, которая вскоре появилась в немецком журнале Zeitschrift für Physik, были руководитель группы С. Хофманн (Институт тяжёлых ионов), В. Нинов, Ф. П. Хессбергер, П. Армбрустер, Х. Фольгер, Г. Мюнценберг, Х. Шётт, А. Г. Попеко, А. В. Еремин, А. Н. Андреев, С. Саро, Р. Яник и М. Лейно. Помимо немецких физиков, в международную группу входили трое учёных из российского Объединённого института ядерных исследований, болгарин (В. Нинов), два словака и один представитель Финляндии.
Первооткрыватели предложили назвать элемент рентгением в честь знаменитого немецкого физика, лауреата Нобелевской премии, открывшего названные его именем лучи, Вильгельма Конрада Рентгена. Символ элемента — Rg.
Первый синтез был проведён по реакции
{\displaystyle {\ce {^{209}_{83}{Bi}+_{28}^{64}{Ni}\to _{111}^{272}{Rg}+_{0}^{1}{n}}}}
и привёл к образованию трёх ядер изотопа рентгений-272, период полураспада которого был оценён всего в 1,5 мс. Позднее открытие было подтверждено как в Дармштадте, так и в других исследовательских центрах; в других ядерных реакциях были получены изотопы 279Rg (период полураспада 170 мс) и 280Rg (3,6 с). 281Rg, продукт распада 293Uus, распадается путём спонтанного деления (90 %) или испускания α-частицы (10 %); все остальные изотопы рентгения распадаются с испусканием α-частицы.
Эта реакция была ранее проведена в 1986 году в Объединённом институте ядерных исследований в Дубне, но тогда не было обнаружено атомов с 272Rg. В 2001 году Совместная рабочая группа IUPAC/IUPAP пришла к выводу, что в то время не было достаточных доказательств для обнаружения. Команда Института тяжёлых ионов повторила свой эксперимент в 2002 году и обнаружила ещё три атома. В своем отчёте за 2003 год JWP решила, что команда Института тяжёлых ионов должна быть признана как обнаружившая этот химический элемент.
IUPAC официально признал открытие 111-го элемента в 2003 году, а в 2004 году присвоил ему название рентгений.

## Известные изотопы
| Изотоп | Масса | Период полураспада | Тип распада                          |
| ------ | ----- | ------------------ | ------------------------------------ |
| 272Rg  | 272   | 3,8+1,4 −0,8 мс    | α-распад в 268Mt                     |
| 274Rg  | 274   | 6,4+30,7 −2,9 мс   | α-распад в 270Mt                     |
| 278Rg  | 278   | 4,2+7,5 −1,7 мс    | α-распад в 274Mt                     |
| 279Rg  | 279   | 0,17+0,81 −0,08 с  | α-распад в 275Mt                     |
| 280Rg  | 280   | 3,6+4,3 −1,3 с     | α-распад в 276Mt                     |
| 281Rg  | 281   | 26 с               | спонтанное деление; α-распад в 277Mt |
| 282Rg  | 282   | 2.1 мин            | α-распад в 278Mt                     |